# Brisbane Roar Football Club
Maillots
Actualités
Le Brisbane Roar FC (anciennement Queensland Roar FC) est un club australien de football basé à Brisbane et évoluant en A-League. Le club a pour emblème le lion. Le nom du club signifie le Rugissement de Brisbane.

## Historique
- 2005 : fondation du club sous le nom de Queensland Roar
- 2009 : le club est renommé Brisbane Roar
- 2009 : Brisbane Roar remporte le championnat australien en battant le Central Coast Mariners par 4 à 2 (0 - 0 : 0 - 0) après prolongations.
- 2012 : Brisbane Roar remporte le championnat australien en battant Perth Glory. Cette rencontre est l'un des matchs les plus contestés de l'histoire du football australien, puisqu'à la 94e minute, alors que le score est de 1-1, l'arbitre siffle un penalty en faveur de Brisbane et donne un carton rouge pour Perth Glory. Au ralenti, on se rendra vite compte que la simulation était flagrante. Malgré tout, le penalty est transformé, et Brisbane est sacré champion.
- 2018 : Brisbane Roar éliminé dès le 2e tour de qualification de la Champions League de l'AFC, battu à domicile (2 à 3) par Ceres-Negros un club des Philippines.

## Palmarès
- Championnat d'Australie (3)
  - Champion : 2011, 2012 et 2014

## Organisation du club

### Entraîneurs
| N° | Pays           | Nom              | Période             |
| -- | -------------- | ---------------- | ------------------- |
| 1  | Israël         | Miron Bleiberg   | 2005-2006           |
| 2  | Australie      | Frank Farina     | 2006-2009           |
| 3  | Croatie        | Rado Vidosic     | 2009-2009           |
| 4  | Australie      | Ange Postecoglou | 2009-2012           |
| 5  | Angleterre     | Mike Mulvey      | déc. 2012-nov. 2014 |
| 6  | Pays-Bas       | Frans Thijssen   | nov. 2014-2015      |
| 7  | Australie      | John Aloisi      | 2015-déc. 2018      |
| 8  | Pays de Galles | Darren Davies    | déc. 2018-          |

### Joueurs emblématiques
- Brandon Borrello
- Brett Holman
- Matthew Jurman
- Matt McKay
- Craig Moore
- Mitch Nichols
- Jade North
- Erik Paartalu
- Michael Theo
- Michael Zullo
- Henrique
- Reinaldo
- Avraám Papadópoulos
- Luke Brattan
- Jamie Maclaren
- Matt Smith
- Kosta Barbarouses
- Issey Nakajima-Farran
- Thomas Broich
- Manuel Arana
- Corona
- Besart Berisha
- Éric Bauthéac
- Fahid Ben Khalfallah
- Sergio van Dijk

### Effectif actuel
Effectif pour la saison 2024-2025 
| N° | Nat.                                    | Poste | Nom du joueur          |
| -- | --------------------------------------- | ----- | ---------------------- |
| 1  | Drapeau de l'Australie                  | G     | Macklin Freke          |
| 29 | Drapeau de l'Australie                  | G     | Matt Acton             |
| 31 | Drapeau de l'Australie                  | G     | Alex Nassiep           |
| 40 | Drapeau de l'Australie                  | G     | George Plusnin         |
| 2  | Drapeau de l'Australie                  | D     | Scott Neville          |
| 3  | Drapeau de l'Australie                  | D     | Corey Brown            |
| 4  | Drapeau de l'Australie                  | D     | Ben Warland            |
| 5  | Drapeau de l'Australie                  | D     | Marcus Ferkranus       |
| 12 | Drapeau de l'Australie                  | D     | Lucas Herrington       |
| 14 | Drapeau de l'Australie                  | D     | Pearson Kasawaya       |
| 19 | Drapeau du Sri Lanka                    | D     | Jack Hingert           |
| 21 | Drapeau de l'Australie                  | D     | Antonee Burke-Gilroy   |
| 32 | Drapeau de la Papouasie-Nouvelle-Guinée | D     | Lennard Atterwell      |
| 35 | Drapeau de l'Australie                  | D     | Louis Zabala           |
| 8  | Drapeau du Liban                        | M     | Walid Shour            |
| 10 | Drapeau de la France                    | M     | Florin Bérenguer       |
| 24 | Drapeau de l'Australie                  | M     | Sam Klein              |
| 26 | Drapeau de l'Irlande                    | M     | Jay O'Shea (capitaine) |
| 30 | Drapeau de l'Australie                  | M     | Quinn MacNicol         |
| 47 | Drapeau de l'Australie                  | M     | James Durrington       |
| 7  | Drapeau de l'Indonésie                  | A     | Rafael Struick         |
| 11 | Drapeau de l'Équateur                   | A     | Néicer Acosta          |
| 16 | Drapeau de l'Australie                  | A     | Thomas Waddingham      |
| 18 | Drapeau de l'Australie                  | A     | Jacob Brazete          |
| 22 | Drapeau de l'Australie                  | A     | Alex Parsons           |
| 27 | Drapeau de l'Australie                  | A     | Ben Halloran           |
| 34 | Drapeau de l'Australie                  | A     | Ty Cobb                |
| 43 | Drapeau de l'Australie                  | A     | Adam Zimarino          |
| 49 | Drapeau de l'Australie                  | A     | Ivan Ozzi              |

## Logo du club

Queensland Roar FC 2005-2009
Brisbane Roar FC 2009-2014
Brisbane Roar FC 2014-2024
Brisbane Roar FC Depuis 2024.